# Robert W. Parker

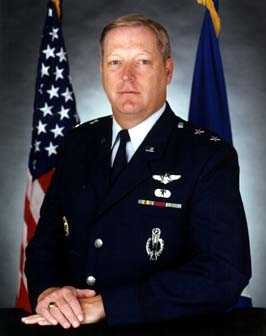
Robert W. Parker

Robert W. Parker (* um 1941) ist ein pensionierter Generalmajor der United States Air Force. Er war unter anderem Kommandeur der 20. Luftflotte.
Über das ROTC-Programm des Saint Michael’s College in Vermont gelangte er im Jahr 1963 in das Offizierskorps der United States Air Force. Dort durchlief er anschließend alle Offiziersränge vom Leutnant bis zum Zwei-Sterne-General.
Im Lauf seiner militärischen Karriere absolvierte er verschiedene Kurse und Schulungen. Dazu gehörten unter anderem die Squadron Officer School auf der Maxwell Air Force Base in Alabama; das Air Command and Staff College (über einen Fernkurs); das Industrial College of the Armed Forces, ebenfalls über einen Fernkurs, und das Air War College auf der Maxwell AFB. Außerdem erhielt er akademische Grade von der Ohio State University, der Northwestern University und der Harvard Kennedy School.
In seinen frühen Jahren als Offizier der Luftwaffe war er an verschiedenen Stützpunkten in den Vereinigten Staaten stationiert. Dabei war er unter anderem als Raketenoffizier (missile operations staff officer) oder Stabsoffizier bei unterschiedlichen Einheiten tätig. Dazwischen absolvierte er die erwähnten Schulungen. Als Stabsoffizier war er unter anderem im Hauptquartier der Air Force tätig. 
Zwischen Januar 1984 und November 1985 war Parker auf der Malmstrom Air Force Base in Montana stationiert. Bis zum August 1984 war er dort stellvertretender Kommandeur des 341. Raketengeschwaders (341st Strategic Missile Wing). Anschließend übernahm er das Kommando über diese Einheit. Es folgte eine Versetzung zur Grand Forks Air Force Base in North Dakota, wo er zwischen November 1985 und Juni 1987 das 321. Raketengeschwader (321st Strategic Missile Wing) kommandierte. Danach gehörte er bis zum Juni 1988 dem Stab der Joint Chiefs of Staff an.
Auch in der Folge verblieb Robert Parker in der amerikanischen Bundeshauptstadt Washington, D.C. Zwischen Juni 1988 und Januar 1991 gehörte er dort als Berater dem Stab des Amtes für Waffenkontrolle und Abrüstung an (senior military adviser to the director, U.S. Arms Control and Disarmament Agency, Washington, D.C.) Als Nächstes wurde er nach Virginia versetzt. Bis zum August 1993 war er Abteilungsdirektor bei der U.S. Government On-Site Inspection Agency, einer Vorgängerorganisation der Defense Threat Reduction Agency.
Sein nächster Auftrag führte ihn zur Peterson Air Force Base in Colorado. Dort leitete er zwischen August 1993 und Juni 1994 die Stabsabteilung für Operationen des Air Force Space Commands. Am 22. Juni 1994 übernahm Robert Parker als Nachfolger von Arlen D. Jameson auf der Francis E. Warren Air Force Base in Wyoming das Kommando über die 20. Luftflotte. Gleichzeitig kommandierte er auch die ICBM Task Force, die dem United States Strategic Command unterstand. Diese Aufgaben nahm Parker bis zum 17. Juni 1996 wahr, als Donald G. Cook seine Nachfolge antrat. Zum 1. Juli 1996 schied er aus dem aktiven militärischen Dienst aus.

## Daten der Beförderungen
| Abzeichen | Rang               | Jahr              |
| --------- | ------------------ | ----------------- |
|           | Second Lieutenant  | 3. Juni 1963      |
|           | First Lieutenant   | 5. Januar 1965    |
|           | Captain            | 16. März 1967     |
|           | Major              | 1. Mai 1974       |
|           | Lieutenant Colonel | 1. April 1978     |
|           | Colonel            | 1. August 1982    |
|           | Brigadier General  | 1. September 1988 |
|           | Major General      | 1. März 1991      |

## Orden und Auszeichnungen
Robert Parker erhielt im Lauf seiner militärischen Laufbahn unter anderem folgende Auszeichnungen:
- Defense Distinguished Service Medal
- Legion of Merit
- Airman's Medal
- Meritorious Service Medal
- Air Force Commendation Medal
- Joint Meritorious Unit Award
- Air Force Outstanding Unit Award
- Combat Readiness Medal
- National Defense Service Medal